# Grand Prix Formule 1 van Oostenrijk 1984
Grand Prix Formule 1 van Oostenrijk 1984 werd gehouden op 19 augustus op de Österreichring. Het was de twaalfde race van het seizoen.

## Uitslag
| Positie | Nummer | Rijder             | Team              | Ronden | Tijd/Opgave       | Startplaats | Punten |
| ------- | ------ | ------------------ | ----------------- | ------ | ----------------- | ----------- | ------ |
| 1       | 8      | Niki Lauda         | McLaren-TAG       | 51     | 1:21:12.851       | 4           | 9      |
| 2       | 1      | Nelson Piquet      | Brabham-BMW       | 51     | + 23.525          | 1           | 6      |
| 3       | 27     | Michele Alboreto   | Ferrari           | 51     | + 48.998          | 12          | 4      |
| 4       | 2      | Teo Fabi           | Brabham-BMW       | 51     | + 56.312          | 7           | 3      |
| 5       | 18     | Thierry Boutsen    | Arrows-BMW        | 50     | + 1 Ronde         | 17          | 2      |
| 6       | 17     | Marc Surer         | Arrows-BMW        | 50     | + 1 Ronde         | 19          | 1      |
| 7       | 28     | René Arnoux        | Ferrari           | 50     | + 1 Ronde         | 15          |        |
| 8       | 25     | Francois Hesnault  | Ligier-Renault    | 49     | + 2 Rondes        | 21          |        |
| 9       | 10     | Jonathan Palmer    | RAM-Hart          | 49     | + 2 Rondes        | 24          |        |
| 10      | 22     | Riccardo Patrese   | Alfa Romeo        | 48     | Geen benzine      | 13          |        |
| 11      | 9      | Philippe Alliot    | RAM-Hart          | 48     | + 3 Rondes        | 25          |        |
| 12      | 31     | Gerhard Berger     | ATS-BMW           | 48     | Versnellingsbak   | 20          |        |
| NF      | 15     | Patrick Tambay     | Renault           | 42     | Motor             | 5           |        |
| NF      | 19     | Ayrton Senna       | Toleman-Hart      | 35     | Oliedruk          | 10          |        |
| NF      | 12     | Nigel Mansell      | Lotus-Renault     | 32     | Motor             | 8           |        |
| NF      | 7      | Alain Prost        | McLaren-TAG       | 28     | Spin              | 2           |        |
| NF      | 11     | Elio de Angelis    | Lotus-Renault     | 28     | Motor             | 3           |        |
| NC      | 21     | Huub Rothengatter  | Spirit-Hart       | 23     | Niet geklasseerd  | 26          |        |
| NF      | 23     | Eddie Cheever      | Alfa Romeo        | 18     | Motor             | 16          |        |
| NF      | 16     | Derek Warwick      | Renault           | 17     | Motor             | 6           |        |
| NF      | 26     | Andrea de Cesaris  | Ligier-Renault    | 15     | Injectie          | 18          |        |
| NF      | 6      | Keke Rosberg       | Williams-Honda    | 15     | Handling          | 9           |        |
| NF      | 5      | Jacques Laffite    | Williams-Honda    | 12     | Motor             | 11          |        |
| NF      | 30     | Jo Gartner         | Osella-Alfa Romeo | 6      | Motor             | 22          |        |
| NF      | 24     | Piercarlo Ghinzani | Osella-Alfa Romeo | 4      | Versnellingsbak   | 23          |        |
| NS      | 14     | Manfred Winkelhock | ATS-BMW           | 0      | Versnellingsbak   | 14          |        |
| DQ      | 4      | Stefan Bellof      | Tyrrell-Ford      | 0      | Gediskwalificeerd |             |        |
| NQ      | 3      | Stefan Johansson   | Tyrrell-Ford      |        |                   |             |        |

## Statistieken
| Pole-position | Nelson Piquet | Brabham-BMW | 1:26.173 |
| Snelste ronde | Niki Lauda    | McLaren-TAG | 1:32.882 |

## Noot
- Dit was het debuut van de Oostenrijkse coureur (en toekomstig Grand Prix-winnaar) Gerhard Berger.
- Vijftigste podiumplaats voor Niki Lauda. Hiermee was Lauda de eerste coureur in de Formule 1-geschiedenis die minstens vijftig keer op het podium had gestaan.
- Vijfde podiumplaats voor Michele Alboreto.
- Dit was de vierhonderdste officiële Formule 1-race die meetelde voor het wereldkampioenschap. In die vierhonderd Grands Prix waren er een aantal records gevestigd:
  - Graham Hill was de meest ervaren coureur met 176 races.
  - Jim Clark had 33 pole positions, 28 snelste rondes, 1.943 rondes als raceleider en had 8 Grand Slams.
  - Jackie Stewart had 27 Grands Prix gewonnen.
  - Niki Lauda had 50 podiumplaatsen behaald en was in totaal 37 Grand Prix-weekeinden de leider van het kampioenschap geweest. Tevens had hij ook 24 opeenvolgende Grand Prix-weekeinden het klassement geleid.
  - Juan Manuel Fangio was recordhouder met vijf wereldtitels.
  - Stirling Moss en Niki Lauda deelden het record van zes opeenvolgende pole positions.
  - Alberto Ascari had als enige het record in handen van zeven opeenvolgende snelste rondes en negen opeenvolgende Grand Prix-winsten. Ook deelde hij het record met Jim Clark en Niki Lauda van negen opeenvolgende podiumplaatsen.
  - Britse coureurs hadden gezamenlijk alle records in handen: 382 races gereden, 115 pole positions, 111 snelste rondes, leidden 7.918 rondes als raceleider, 276 podiumplaatsen, 116 Grand Prix-winsten, 14 Grand Slams en 10 wereldtitels.

1963 · 1964 · 1970 · 1971 · 1972 · 1973 · 1974 · 1975 · 1976 · 1977 · 1978 · 1979 · 1980 · 1981 · 1982 · 1983 · 1984 · 1985 · 1986 · 1987 · 1997 · 1998 · 1999 · 2000 · 2001 · 2002 · 2003 · 2014 · 2015 · 2016 · 2017 · 2018 · 2019 · 2020 · 2021 · 2022 · 2023 · 2024 · 2025